# Brug 1031

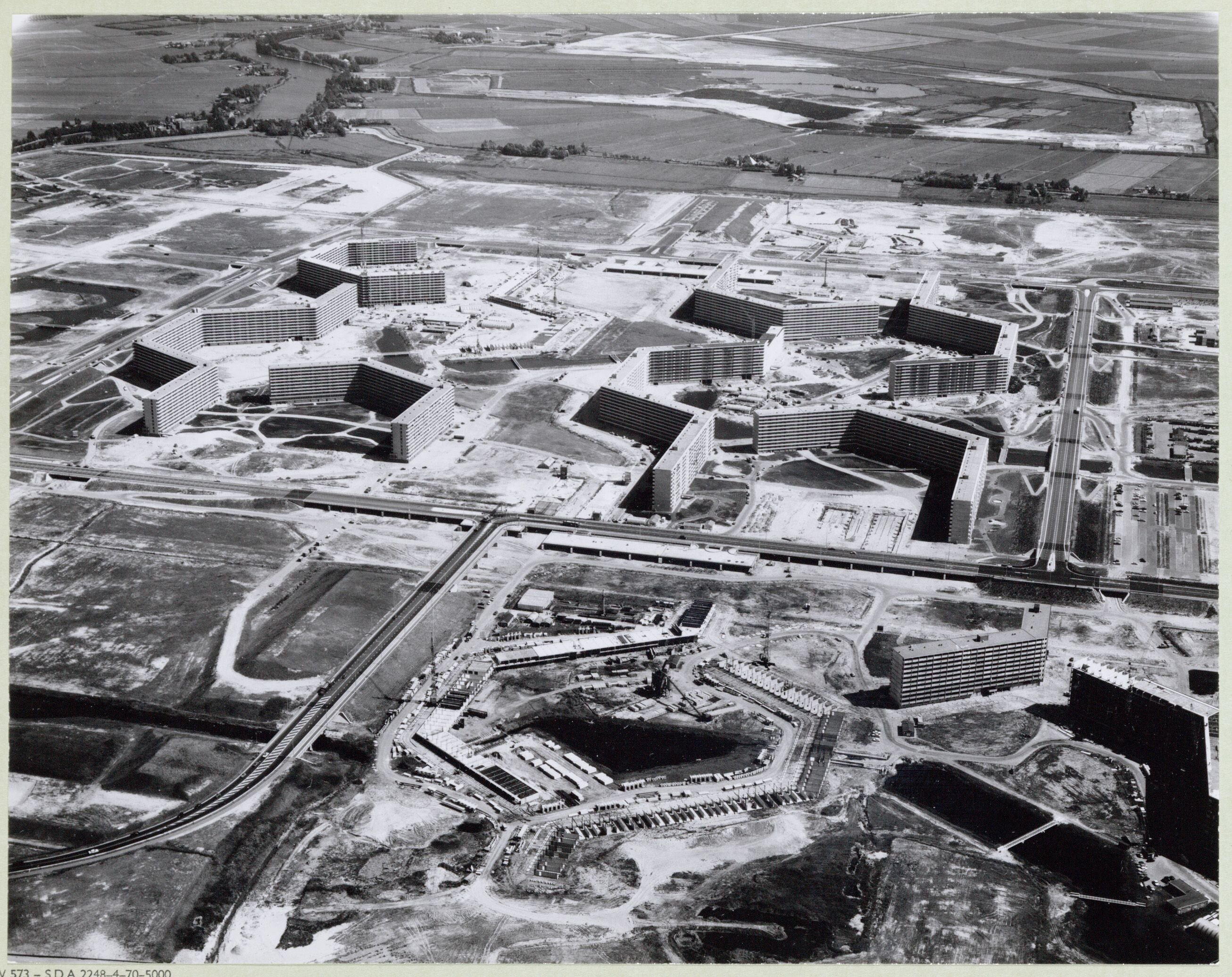
Rechtsmidden T-kruising naar boven; Groesbeekdreef, eerste viaduct (1970)

Brug 1031 was een bouwkundig kunstwerk in Amsterdam-Zuidoost.
Ze maakte vanaf 1966 deel uit van de infrastructuur van deze toen nog toekomstige woonwijk. Het viaduct stond er jarenlang redelijk ongebruikt bij. In de woonwijk werd een systeem van gescheiden verkeersstromen geïntegreerd. Snelverkeer werd afgewikkeld via dreven op een dijklichaam, langzaam verkeer werd afgewikkeld op straten en paden op maaiveld niveau. Om dit te kunnen realiseren was een groot pakket aan bruggen en viaducten nodig. Deze werden voor het merendeel ontworpen door architect Dirk Sterenberg voor of in samenwerking met de Dienst der Publieke Werken. Sterenberg ontwierp daarbij viaducten en bruggen in allerlei maten. Brug 1031 werd nog getekend als viaduct in de Bijlmermeer, de straatnamen waren nog allemaal niet bekend. Brug 1031 werd gebouwd in wat uiteindelijk de Groesbeekdreef werd, een verbindingsweg tussen de Bijlmerdreef en Karspeldreef. Samen met de 's-Gravendijkdreef vormt het een rechthoek in de G- en K-buurt. Brug 1031 kwam daarbij een voet- en fietspad te liggen dat parallel liep met de Bijlmerdreef tussen Gulden Kruispad en Gooioord. Het viaduct is al te zien op een maquetteplattegrond uit 1965.
De viaducten van Sterenberg zijn te herkennen aan de afgeronde randplaten, de standaard leuningen, de betegeling van de taluds en betonblokken op het wegdek, zo ook hier. Zelfs de lengte van de brug (17 meter) is “standaard” voor de wijk voor overspanningen in dreven over paden.
Bij nieuw inzicht vanaf de jaren negentig zag de Gemeente Amsterdam dat delen van genoemde rechthoek liever geen weg voor snelverkeer meer bleef, maar een brede stadsstraat. Dit had tot gevolg zowel de Groesbeekdreef en de Bijlmerdreef ter plekke werden afgegraven en op maaiveldniveau kwam te liggen. Het viaduct werd een prooi voor de slopershamer. Voorts werd er rond 1995 aan de overzijde van de honingraatflat Gooioord aan de Groesbeekdreef een nieuw woonwijkje gebouwd, waardoor het genoemde voet- en fietspad ook verdween; er kwam even zuidelijker alleen nog een oversteekplaats voor voetgangers. Fietsers moeten sindsdien omrijden via het Gulden Kruispad, dat door een poort in flat Gooioord een doorgaande route heeft.
<<< · 1000 · 1001 · 1002 · 1003 · 1004 · 1005 · 1006 · 1007 · 1008 · 1009 · 1010 · 1011 · 1012 · 1013 · 1014 · 1018 · 1028 · 1029 · 1030 · 1032 · 1033 · 1034 · 1035 · 1036 · 1037 · 1038 · 1039 · 1040 · 1041 · 1044 · 1045 · 1046 · 1048 · 1049 · 1050 · 1051 · 1062 · 1063 · 1064 · 1065 · 1066 · 1067 · 1076 · 1077 · 1078 · 1083 · 1090 · 1092 · 1093 · 1094 · 1095 · 1096 · 1097 · 1098 · 1099 · >>>
Brugnummers  1015, 1016, 1017, 1019, 1020, 1021, 1022, 1023, 1024, 1025, 1026, 1027, 1031, 1042, 1043, 1047, 1052/1053 (niet gebouwd), 1054, 1055, 1056, 1057, 1058, 1059, 1060, 1061, 1068, 1069-1075, 1079, 1080, 1081, 1082, 1084-1088, 1089 en 1091 (onbekend) zijn niet meer vergeven. De meesten daarvan zijn gesloopt in verband met sanering Zuidoost. Alle bruggen lagen en liggen in Zuidoost behalve bruggen 1000 en 1002.